# Alexis Fawx
Amy Jean Snyder (Pensilvania, 23 de junio de 1975) es una actriz pornográfica estadounidense conocida por su nombre artístico Alexis Fawx.

## Carrera
Fawx realizó su primer rodaje en la industria pornográfica en 2010. Rápidamente obtuvo un contrato con BangBros e inició su carrera en Florida. Luego se tomó un tiempo libre para volver en 2012. En 2018 realizó escenas anales con Mick Blue y Prince Yahshua para la productora Hard X.

## Premios y nominaciones
| Año  | Ceremonia    | Resultado | Premio                                                 | Trabajo                                 |
| ---- | ------------ | --------- | ------------------------------------------------------ | --------------------------------------- |
| 2017 | Premios AVN  | Nominada  | Artista MILF/Cougar del año                            | —                                       |
| 2017 | Premios AVN  | Nominada  | Mejor actriz de reparto                                | Preacher's Daughter                     |
| 2017 | Premios XBIZ | Nominada  | Artista MILF del año                                   | —                                       |
| 2017 | Premios XBIZ | Nominada  | Artista lésbica del año                                | —                                       |
| 2017 | Premios XBIZ | Nominada  | Mejor actriz de reparto                                | Preacher's Daughter                     |
| 2017 | Premios XRCO | Nominada  | MILF del año                                           | —                                       |
| 2018 | Premios AVN  | Nominada  | Artista MILF/Cougar del año                            | —                                       |
| 2018 | Premios AVN  | Nominada  | Mejor actriz                                           | Fantasy Factory                         |
| 2018 | Premios AVN  | Nominada  | Premio fan: MILF más caliente                          | —                                       |
| 2018 | Premios AVN  | Nominada  | Premio fan: Mejor estrella mediática                   | —                                       |
| 2018 | Premios XBIZ | Nominada  | Artista MILF del año                                   | —                                       |
| 2018 | Premios XBIZ | Nominada  | Mejor escena de sexo en película de todo sexo          | Broken Vows 2                           |
| 2018 | Premios XBIZ | Nominada  | Mejor escena de sexo en película de parejas o temática | Inner Demons                            |
| 2018 | Premios XRCO | Nominada  | MILF del año                                           | —                                       |
| 2019 | Premios AVN  | Nominada  | Artista MILF/Cougar del año                            | —                                       |
| 2019 | Premios AVN  | Nominada  | Mejor escena de sexo lésbico en grupo                  | The Coven Wives                         |
| 2019 | Premios AVN  | Nominada  | Premio fan: MILF más caliente                          | —                                       |
| 2019 | Premios XBIZ | Nominada  | Artista MILF del año                                   | —                                       |
| 2019 | Premios XBIZ | Nominada  | Mejor escena de sexo en película gonzo                 | Flawless Tits                           |
| 2019 | Premios XBIZ | Nominada  | Mejor escena de sexo en película gonzo                 | True MILF 4                             |
| 2019 | Premios XBIZ | Nominada  | Mejor escena de sexo en película tabú                  | My Dad, Your Dad                        |
| 2019 | Premios XBIZ | Nominada  | Mejor escena de sexo en película tabú                  | Keeping Mom Happy                       |
| 2020 | Premios AVN  | Ganadora  | Artista MILF/Cougar del año                            | —                                       |
| 2020 | Premios AVN  | Nominada  | Mejor actriz en mediometraje                           | Seen Not Heard: An Alexis Fawx Story    |
| 2020 | Premios AVN  | Nominada  | Mejor escena de gangbang                               | Gangbang Me 5                           |
| 2020 | Premios AVN  | Nominada  | Mejor escena de sexo POV de sexo                       | Be the Cuck                             |
| 2020 | Premios XBIZ | Nominada  | Artista MILF del año                                   | —                                       |
| 2020 | Premios XBIZ | Nominada  | Mejor escena de sexo en película tabú                  | My Stepson Is Evil                      |
| 2021 | Premios AVN  | Nominada  | Artista MILF/Cougar del año                            | —                                       |
| 2021 | Premios AVN  | Nominada  | Mejor guion - Comedia                                  | The Voyeur Next Door                    |
| 2021 | Premios AVN  | Nominada  | Mejor escena de doble penetración                      | The Voyeur Next Door                    |
| 2021 | Premios AVN  | Nominada  | Mejor escena de sexo en grupo                          | Unbound                                 |
| 2021 | Premios XBIZ | Nominada  | Artista MILF del año                                   | —                                       |
| 2021 | Premios XBIZ | Nominada  | Mejor escena de sexo en película de temática erótica   | Forbidden Desires                       |
| 2022 | Premios AVN  | Ganadora  | Artista MILF / Cougar del año                          | —                                       |
| 2022 | Premios AVN  | Nominada  | Mejor escena de doble penetración                      | Something Wild                          |
| 2022 | Premios XBIZ | Ganadora  | Artista MILF del año                                   | —                                       |
| 2023 | Premios AVN  | Nominada  | Artista MILF / Cougar del año                          | —                                       |
| 2023 | Premios AVN  | Nominada  | Mejor escena de sexo en grupo                          | You Need to Fuck Everyone in This House |
| 2023 | Premios AVN  | Nominada  | Mejor escena de trío M-H-M                             | Be Grateful                             |
| 2023 | Premios XBIZ | Nominada  | Artista MILF del año                                   | —                                       |
| 2024 | Premios AVN  | Nominada  | Artista MILF / Cougar del año                          | —                                       |
| 2024 | Premios XBIZ | Nominada  | Artista MILF del año                                   | —                                       |
| 2024 | Premios XBIZ | Nominada  | Mejor escena de sexo en película gonzo                 | Follow Me for a Fuck                    |
| 2024 | Premios XBIZ | Nominada  | Mejor escena de sexo en película vignette              | ZZCast Keiran in the House              |
| 2025 | Premios AVN  | Nominada  | Artista MILF / Cougar del año                          | —                                       |
| 2025 | Premios AVN  | Ganadora  | Mejor escena de sexo en grupo                          | 20 for 20                               |
| 2025 | Premios XMA  | Nominada  | Artista MILF del año                                   | —                                       |
| 2025 | Premios XMA  | Ganadora  | Mejor escena de sexo en orgía o grupal                 | 20 for 20                               |